# Challenge du club complet
Le challenge du club complet (ou Club complet Elf) était une distinction de rugby à XV, créée par le Midi olympique.
Les résultats cumulés créaient une « recherche de perfection qui touchait toutes les composantes du club, et particulièrement les équipes jeunes ».

## Palmarès du challenge du club complet
- 1938 : USA Perpignan
- 1952 : USA Perpignan
- 1953 : USA Perpignan
- 1954 : USA Perpignan
- 1955 : RC Toulon
- 1956 : USA Perpignan
- 1969 : USA Perpignan
- 1970 : non décerné
- 1971 : AS Béziers
- 1972 : USA Perpignan
- 1973 : AS Béziers
- 1974 : RC Toulon
- 1975 : Racing-Club de France
- 1976 : RC Narbonne
- 1977 : AS Béziers
- 1978 : RC Narbonne
- 1979 : AS Béziers
- 1980 : US Dax
- 1981 : Section paloise
- 1982 : Aviron bayonnais
- 1983 : AS Béziers
- 1984 : Racing-Club de France
- 1985 : Stade toulousain
- 1986 : US bressane
- 1987 : Stade toulousain
- 1988 : Stade toulousain
- 1989 : Stade toulousain
- 1990 : RC Toulon
- 1991 : AS Béziers
- 1992 : Stade toulousain
- 1993 : FC Grenoble
- 1994 : Stade toulousain
- 1995 : Stade toulousain
- 1997 : Stade toulousain
- 1998 : USA Perpignan
- 1999 : Stade toulousain
- 2001 : Stade toulousain

## Palmarès par club
| Rang | Club                  | Titres (éditions)                                               |
| ---- | --------------------- | --------------------------------------------------------------- |
| 1    | Stade toulousain      | 10 (1985, 1987, 1988, 1989, 1992, 1994, 1995, 1997, 1999, 2001) |
| 2    | USA Perpignan         | 8 (1938, 1952, 1953, 1954, 1956, 1969, 1972, 1998)              |
| 3    | AS Béziers            | 6 (1971, 1973, 1977, 1979, 1983, 1991)                          |
| 4    | RC Toulon             | 3 (1955, 1974, 1990)                                            |
| 5    | RC Narbonne           | 2 (1976, 1978)                                                  |
|      | Racing Club de France | 2 (1975, 1984)                                                  |
| 7    | US Dax                | 1 (1980)                                                        |
|      | Section paloise       | 1 (1981)                                                        |
|      | Aviron bayonnais      | 1 (1982)                                                        |
|      | US bressane           | 1 (1986)                                                        |
|      | FC Grenoble           | 1 (1993)                                                        |